# Partito Popolare Tedesco della Libertà
Il Partito Popolare Tedesco della Libertà (in tedesco Deutschvölkische Freiheitspartei, sigla DVFP) è stato uno dei primi partiti politici nazionalsocialisti della Germania di Weimar che prese il nome dal movimento Völkisch, un movimento populista incentrato sul folklore e sul Volk tedesco.

## Storia
Il DVFP venne fondato il 16 dicembre 1922, quando Wilhelm Henning, Reinhold Wulle e Albrecht von Graefe uscirono dal Partito popolare nazionale tedesco (DNVP). Figure di spicco di destra come Ernst zu Reventlow, Artur Dinter e Theodor Fritsch entrarono a far parte del partito alla sua fondazione. Molti membri del Deutschvölkischer Schutz- und Trutzbund entrarono a far parte del DVFP dopo che il primo venne messo al bando.
Dopo che il Partito Nazionalsocialista Tedesco dei Lavoratori fu bandito, nel 1924, il DVFP si fuse con molti nazisti per formare il movimento nazionalsocialista per la libertà, una mossa sostenuta da Erich Ludendorff e incoraggiata da Graefe, che sperava di ottenere il controllo dell'estrema destra nel suo insieme. Tuttavia questa alleanza non fu un successo e quindi Graefe e Wulle riformarono il DVFP come rivale del partito nazista nel 1925.